# Esichio di Antiochia
Esichio (... – 303) è stato un soldato e funzionario romano, venerato come martire da tutte le Chiese cristiane che ammettono il culto dei santi.

## Agiografia
Di sant'Esichio esiste una breve passio in latino, che si trova al termine di quella di san Romano di Antiochia, venerato il 18 novembre.
Esichio era un soldato e funzionario di palazzo ad Antiochia di Siria. Un decreto dell'imperatore Galerio ordinava a tutti i soldati di deporre le armi se si rifiutavano di sacrificare agli dei. Esichio non esitò a deporre le armi. Per questo fu arrestato e gettato nel fiume Oronte con una pietra al braccio.

## Culto
Il culto di sant'Esichio è antichissimo, ma incerta è la data esatta della sua commemorazione. Le fonti più antiche, il Martirologio siriaco e il Martirologio geronimiano, hanno diverse date, ma in comune quella del 29 maggio. Altre date sono documentate dai sinassari bizantini. La passio tuttavia commemora Esichio con san Romano, il cui dies natalis è il 18 novembre. Secondo Hippolyte Delehaye, l'associazione di Esichio con Romano fu dovuta al fatto che entrambi avevano subito il martirio ad Antiochia.
Cesare Baronio, seguendo i martirologi medievali, inserì la memoria di Esichio nel Martirologio Romano alla data del 18 novembre. Il martirologio riformato dopo il Concilio Vaticano II ha spostato la sua commemorazione al 29 maggio:
(Martirologio Romano. Riformato a norma dei decreti del Concilio ecumenico Vaticano II e promulgato da papa Giovanni Paolo II, Città del Vaticano, 2004, p. 432)